# رباژوویتسه (استان سلیزیا سفلی)
رباژوویتسه (به لهستانی:  Rybarzowice) یک منطقهٔ مسکونی در لهستان است که در گمینا بوگاتنگا واقع شده‌است.